# Bartolomeo di Bosio

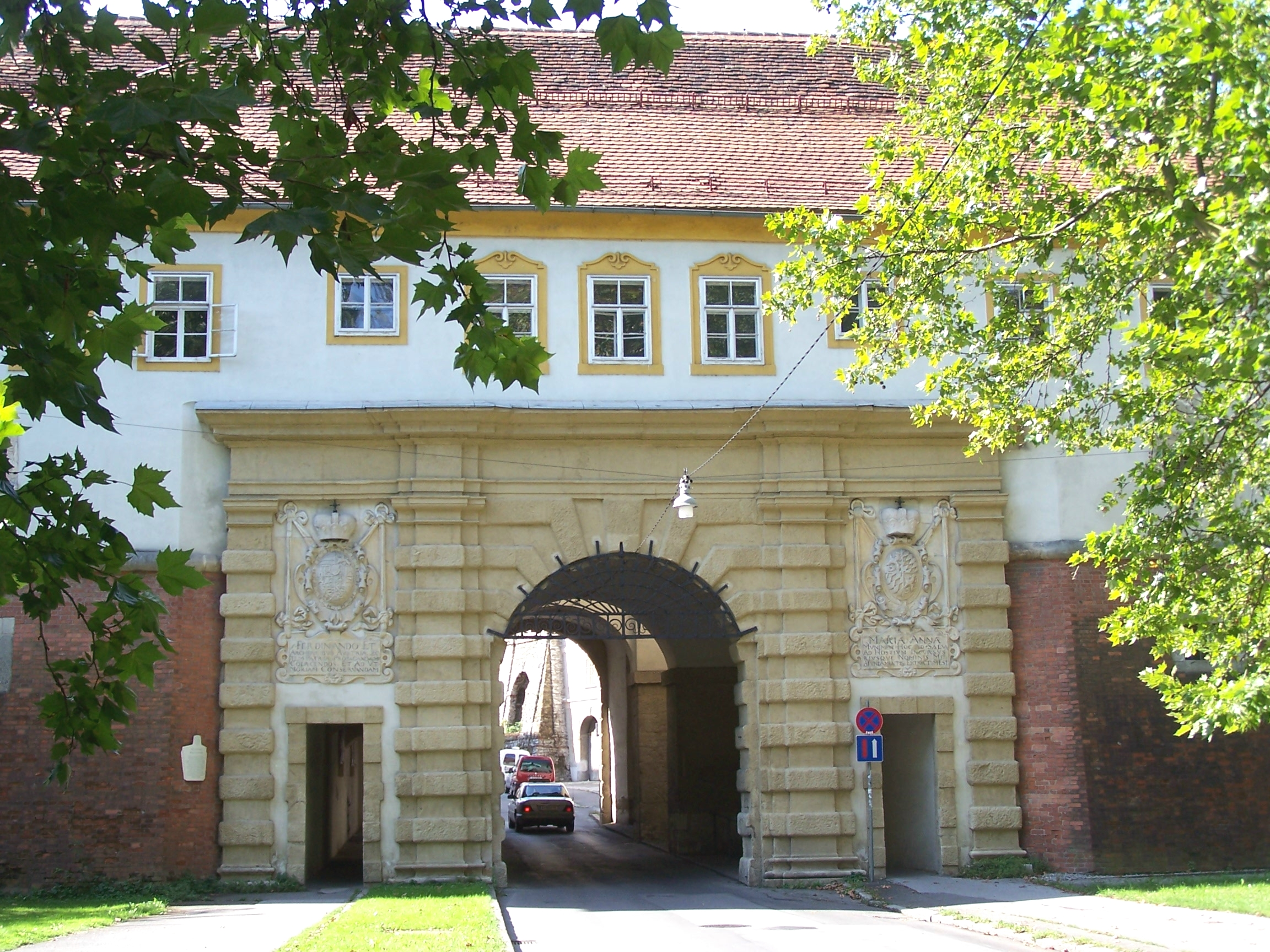
Äußeres Paulustor

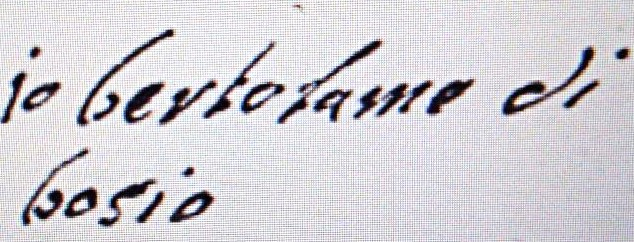
Landschaftsbaumeister Bartolomeo di Bosio

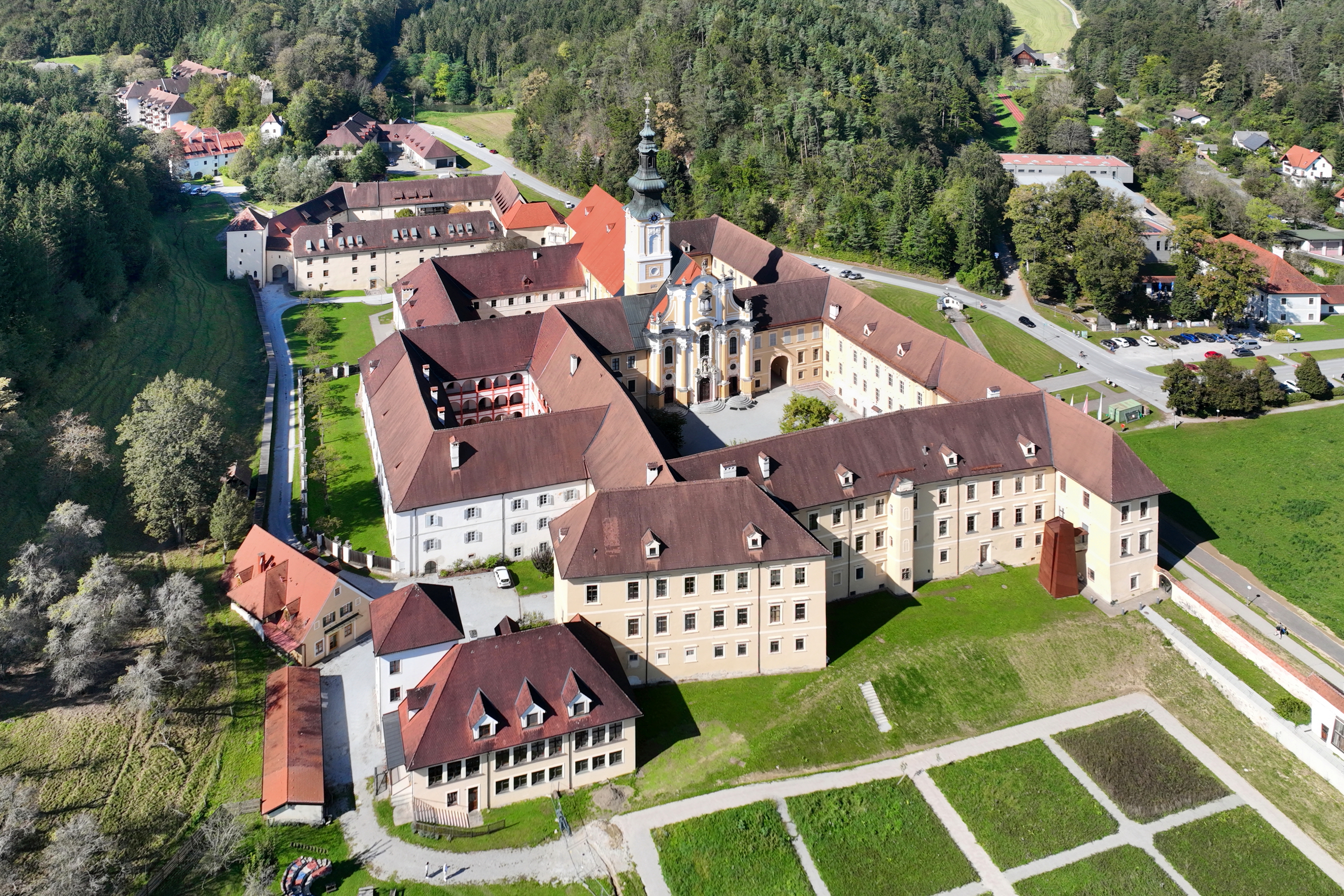
Stift Rein, linker Hof: Konvent mit den roten Säulen

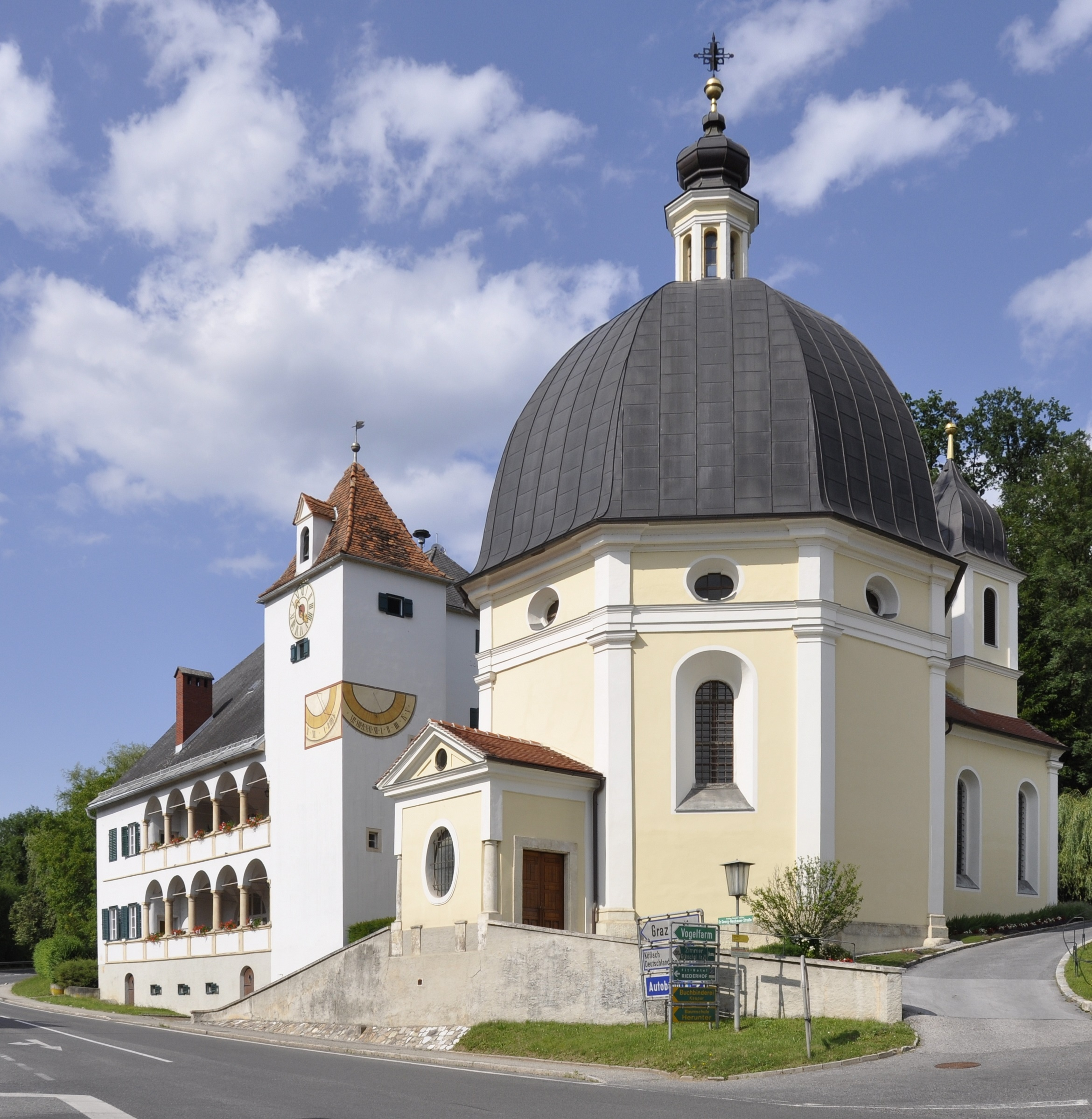
Kath. Pfarrkirche in Haselsdorf-Tobelbad

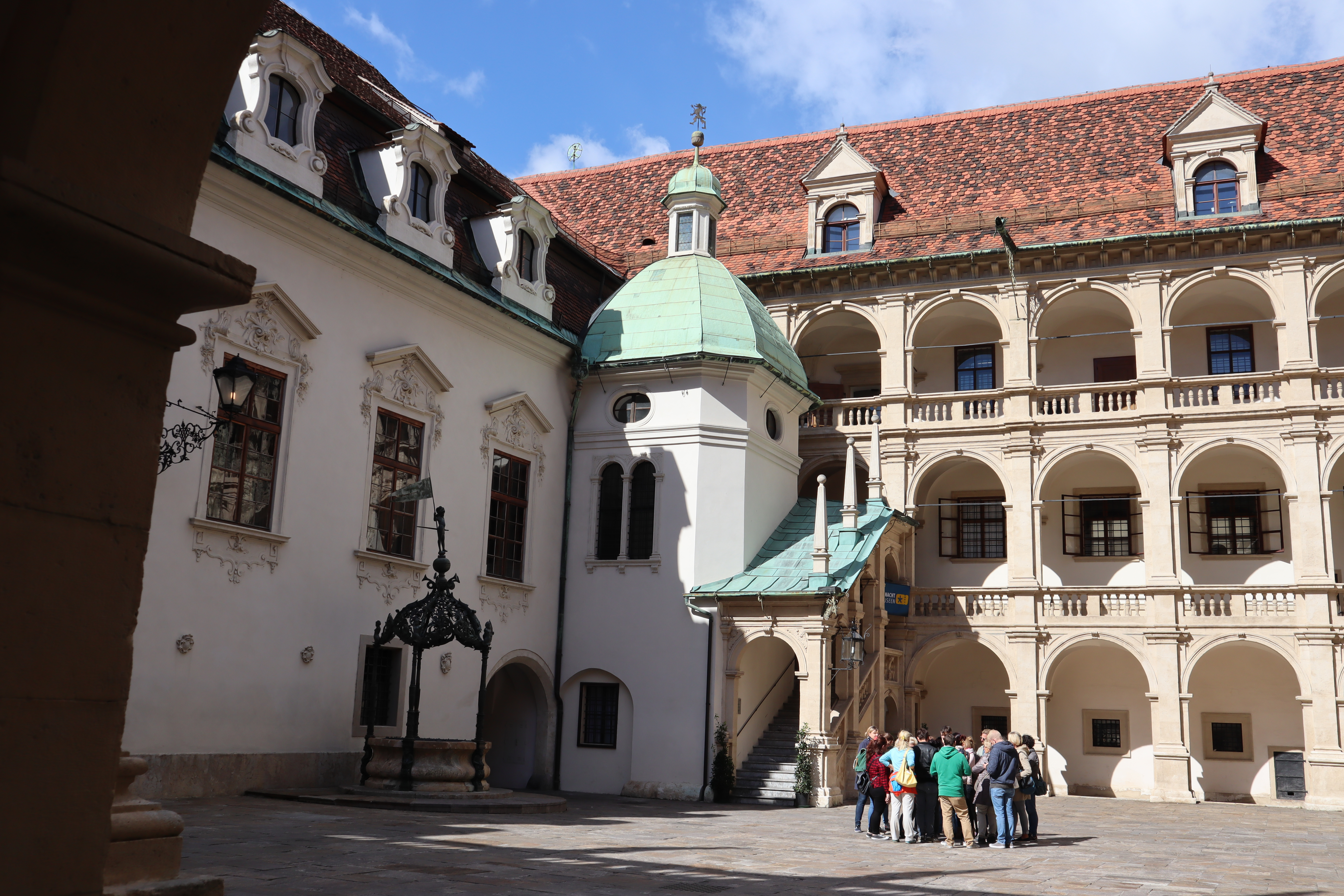
Landhauskepelle mit Stiege

Bartolomeo di Bosio (* in Mendrisio, Kanton Tessin, Schweiz) war ein Landschaftsbaumeister und Architekt
Er ist von 1618 bis 1632 in der Steiermark dokumentiert.

## Leben
Bereits 1619 beim Bau des Triumphbogens für Ferdinand II. war Bartolomeo di Bosio „bestellter Baupolier einer ehrsamen Landschaft in Steyer“. Bei den Arbeiten für Stift Rein war er ‚bestellter Paumeister‘. Keine näheren Angaben.
- Im Grazer Maurerhandwerk nahm Baumeister Domenico della Torre am 5. Juni 1670 seinen Sohn Barto1omeo Thory „dito Bosio“ als Lehrling auf. Dies deutet wohl auf eine besondere Beziehung beider Familien hin, die aber nicht nachgewiesen werden kann. Baumeister Bartolomeo della Torre war bereits verstorben.[1]
- Anmerkung:

Johann Bartholomäus Bosio war in den Jahren 1676–1678 und 1682–1687 der Bürgermeister der Stadt Laibach. Vielleicht ein Nachkomme?

## Werke

### In der Steiermark
- Äußeres Paulustor in Graz

Baumeister Giovanni Bertoletti baute mit Vincenzo de Verda das Äußere Paulustor in Graz, das einzige, das von der Grazer Stadtbefestigung aus der Renaissance-Zeit noch erhalten ist. Nach seinem Tod stellte es 1618 Bartolomeo Bosio fertig.
- Triumphbogen für Ferdinand II. in Graz

Erzherzog Ferdinand wurde 1619 zum Römischen König gewählt. Graz ehrte ihn mit einer Triumphpforte. Den Auftrag erhielt Baumeister Hanns Wa1ther gemeinsam mit Bartolomeo di Bosio, der als bestellter Baupolier der ehrsamen Landschaft genannt wird. Dabei sind 8 Maurer, 7 Bildhauer und 14 Maler dokumentiert.
- Kirche St. Martin bei Graz

Die alte Kirche musste erneuert werden, der Neubau von St. Martin in Straßgang bei Graz begann bereits um 1620. Zwischen 1622 und 1631 wurde Meister Bartolome di Bosio viermal in den Rechnungsbüchern zum Bau der Kirche Sankt Martin bei Graz erwähnt, gesamt 345 fl. Seine Beteiligung an diesem Werk lässt sich jedoch nicht bestimmen. Weiters ist der Maurer Jacob di Bosio dokumentiert. 1638 durch die Baumeister Anton und Peter d. Ä. Fasol (Vasall) endgültig neu erbaut.
- Stift Rein bei Graz

Im Stift Rein errichtete Bartolomeo di Bosio von 1628 bis 1632 den Neuen Konvent. Im November 1628 erhielt er 450 fl in „Pausachen“ bezahlt. Südtrakt und Osttrakt des Gevierts stellen dabei die eigentlichen Neubauten dar. Durch vorgelagerte Arkadengänge, die toskanischen Säulen stammen von Steinmetzmeister Bernhard Coletti. entstand ein vierseitig geschlossener, frühbarocker Hof. Bei Umbauarbeiten im Osttrakt entstand wieder der originale große Saal, der neue Name „Di Bosio-Saal.“
- Pfarrkirche „Unbefleckte Empfängnis“ in Tobelbad

Neben Schloss Tobelbad errichteten die Stände von 1628 bis 1630 durch ihren Baumeister Bartolomeo di Bosio die achteckige Pfarrkirche
- Landhauskapelle in Graz

Nach dem Sieg der katholischen Landstände beschlossen diese 1629 im Grazer Landhaus den Bau einer Kapelle zu Ehren „Mariä-immelfahrt“. Die Pläne lieferte 1630 Baumeister Bartolomeo di Bosio. Auf dem Fundament eines Treppen- und Uhrturmes von Domenico dell’Allio, der abgetragen worden war, führt eine Außentreppe vom Arkadenhof zu Rittersaal, Landstube und Kapelle.
Noch 1630 wurde die „Particular Raittung über das Capellen gebau“ eingereicht. Summa 3955 fl. Davon erhielt Baumeister di Bosio das vereinbarte Honorar von 333 fl. Steinmetzmeister Joan Mamo1o erhielt 1057 fl, darunter 900 fl „wegen Machung der Stiegen“. Am 30. Juni 1631 erfolgte durch Bischof Jakob Eberlein die Weihe.